# Leste Rondoniense
Leste Rondoniense is een van de twee mesoregio's van de Braziliaanse deelstaat Rondônia. Zij grenst aan de mesoregio's Madeira-Guaporé, Sul Amazonense (AM) en Norte Mato-Grossense (MT). De mesoregio heeft een oppervlakte van ca. 129.600 km². In 2006 werd het inwoneraantal geschat op 993.054.
Zes microregio's behoren tot deze mesoregio:
- Alvorada d'Oeste
- Ariquemes
- Cacoal
- Colorado do Oeste
- Ji-Paraná
- Vilhena

Mesoregio's: Leste Rondoniense · Madeira-Guaporé

Microregio's: Alvorada d'Oeste · Ariquemes · Cacoal · Colorado do Oeste · Guajará-Mirim · Ji-Paraná · Porto Velho · Vilhena